# Caister Castle

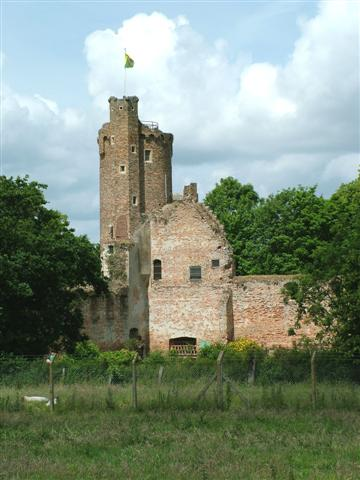
Caister Castle

Caister Castle ist eine Burg aus dem 15. Jahrhundert mit Burggraben im Kirchensprengel West Caister, etwa acht Kilometer nördlich der Stadt Great Yarmouth in der englischen Grafschaft Norfolk.
Die Burg hat einen 33 m hohen Bergfried und wurde zwischen 1432 und 1446 für Sir John Fastolf errichtet, der (zusammen mit Sir John Oldcastle) William Shakespeare zu Falstaff inspirierte. Fastolf war einer von fünf Edelleuten, die von König Heinrich VI. während dessen 50 Jahre andauernder Herrschaft die Erlaubnis erhielten, ihren Wohnsitz zu befestigen. Die Burg wurde 1469 bei der Belagerung und Einnahme durch die Truppen des Herzogs von Norfolk stark beschädigt. Die Burg wurde, anders als der Bergfried, nach 1600 zur Ruine, als ein neues Haus in der Nähe gebaut wurde.
Den auch heute noch unbeschädigten Bergfried kann man besteigen.

## Paston Letters

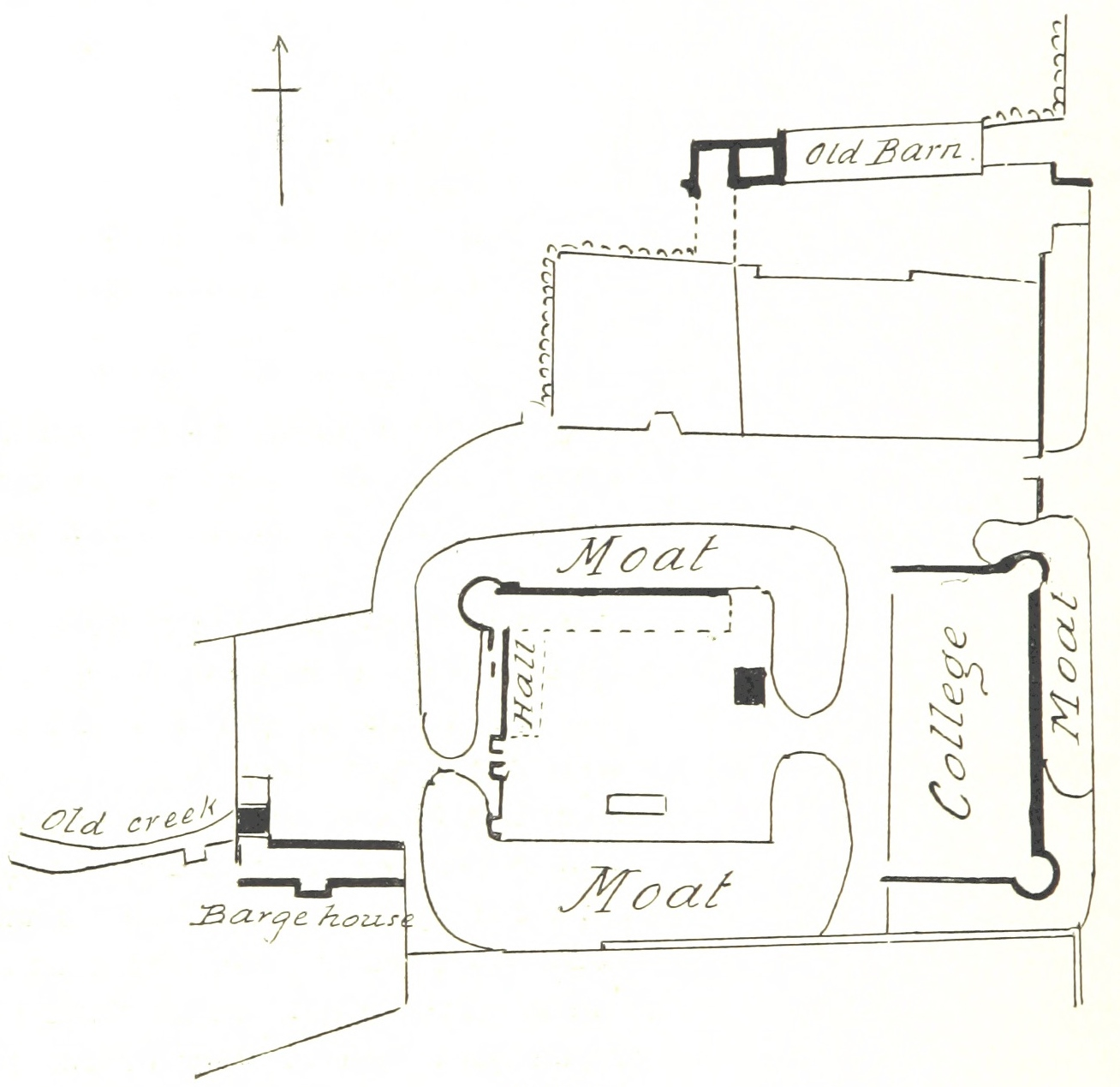
Ein Grundriss der Burg aus J. D. Mackenzies Buch The Castles of England: their story and structure

Sir John Fastolf wollte die Burg in eine riesige Kapelle umbauen lassen, in der für seine Seele und die seiner nächsten Angehörigen gebetet werden sollte, aber nach etlichen Diskussionen über seinen letzten Willen ging sie stattdessen an die Familie Paston über, während der größte Teil von Fastolfs Vermögen für die Ausstattung des Magdalenencolleges in Oxford verwendet wurde. Daher wird die Burg ausgiebig in den Paston Letters, einer einzigartigen Sammlung von Familienkorrespondenz verfasst zwischen 1422 und 1509 und damit aus der Zeit der Rosenkriege, erwähnt, die den Kampf der Familie Paston, eine Position in der englischen Gesellschaft zu erklimmen und halten, dokumentiert. John Paston war ein enger Vertrauter und Berater von John Fastolf. Sir John starb kinderlos und ohne Testament; die Burg war eine von vielen Besitzungen auf seinem Anwesen. John Paston beanspruchte mit einer gewissen Berechtigung das Erbe, was ihn in direkten Konflikt mit verschiedenen mächtigen Leuten seiner Zeit brachte, wie z. B. dem Herzog von Norfolk und Sir William Yelverton. Infolgedessen wurde die Burg 1469 vom Herzog von Norfolk belagert – da dieser sie für sich beanspruchte – und von John Paston Junior und fast 30 Männern verteidigt. Die zwei Monate dauernde Verteidigung war erfolglos und hatte den Tod eines von Pastons längsten und treuesten Dienern durch eine Armbrustwunde und den Verlust der Burg an den Herzog zur Folge. Einige Jahre später wurde die Burg schließlich an die Familie Paston zurückgegeben.

## Caister Castle Motor Museum
Das Caister Castle Motor Museum beherbergt eine private Sammlung historischer Sport- und Tourenautomobile und Motorräder. Es sind dort auch Fahrräder, Fuhrwerke, Tretautos, landwirtschaftliche Geräte und Stücke des Verkehrswesens ausgestellt. Die Ausstellungen befinden sich in einem extra errichteten Gebäude.
Der Eintritt in die Burg schließt auch das Museum, den Bergfried und das Grundstück mit ein.